# Käthe Latzke
Käthe Latzke (* 8. Mai 1899 in Königsberg (Preußen); † 31. März 1945 in Ravensbrück) war eine deutsche kommunistische Widerstandskämpferin gegen den Nationalsozialismus und Opfer des Faschismus.

## Leben
Latzke entstammte einer Königsberger Arbeiterfamilie. Nach dem Besuch der Volksschule erlernte sie den Beruf der Stenotypistin. Angeregt durch ihre Bekanntschaft mit dem Hamburger kommunistischen Bürgerschaftsabgeordneten Hans Westermann trat sie 1918 in den Kommunistischen Jugendverband Deutschlands (KJVD) ein. Um 1920 ging sie nach Hamburg und lebte seither mit Westermann zusammen. 1924 trat sie in die Kommunistische Partei Deutschlands (KPD) ein. Zugleich wurde sie Gewerkschaftsmitglied im Zentralverband der Angestellten (ZdA). Wegen einer ungenehmigten Demonstration verurteilte sie ein Gericht zu einem Monat Gefängnis. Als sie entlassen wurde, fand sie eine Anstellung im Büro der „Roten Hilfe“, für das sie von 1926 bis 1930 tätig war. Aufgrund des moskauorientierten Kurses der KPD wurde sie gleich ihrem Gefährten Hans Westermann unter dem Vorwurf des „Versöhnlertums“ aus der Partei ausgeschlossen. Westermann hatte einen Kreis von Menschen um sich versammelt, die die strenge Linie der Abgrenzung zur Sozialdemokratischen Partei Deutschlands (SPD) als schädlich ansahen und für kooperative Aktionen eintraten.
Nach der Machtübertragung an die NSDAP war Westermann für eineinhalb Jahre inhaftiert worden. Als er wieder freikam, bemühte er sich mittels illegaler Kontaktaufnahme mit KPD-Funktionären um die Wiederaufnahme der ausgeschlossenen Genossen in die KPD, was auch erfolgte. Er wollte auf diese Weise eine breitere Basis für antifaschistischen Widerstand schaffen. Am 5. März 1935 verhaftete die Gestapo die Mitglieder der Westermann-Gruppe, und Westermann starb wenige Tage später an seinen erlittenen Folterungen im Untersuchungsgefängnis Fuhlsbüttel. Käthe Latzke wurde ebenfalls im Gefängnis schwer misshandelt. Das Hamburger Oberlandesgericht verurteilte sie am 26. Juni 1935 zu einer mehrjährigen Gefängnisstrafe. Als sie 1940 entlassen wurde, erhielt sie Aufenthaltsverbot für Hamburg und verzog deshalb nach Stralsund. Weil sie weiterhin Verbindung zu einer Genossin aufrechterhielt, veranlasste die Hamburger Gestapo, dass sie in das KZ Ravensbrück deportiert wurde. Hier starb sie an den erlittenen Folterungen und an Typhus.

## Ehrungen
- 1996 wurde eine Straße in Hamburg-Neuallermöhe-Ost zu ihrer Erinnerung „Käte-Latzke-Weg“ benannt.[2]